# Cynoglossum meeboldii
Cynoglossum meeboldii är en strävbladig växtart som beskrevs av August Brand. Cynoglossum meeboldii ingår i släktet hundtungor, och familjen strävbladiga växter. Inga underarter finns listade i Catalogue of Life.